# Abraham Pompe van Meerdervoort
Pour les articles homonymes, voir Pompe (homonymie).
Abraham Pompe van Meerdervoort, né le 7 septembre 1764 à Dordrecht et mort le 21 octobre 1831 à Rotterdam, est un homme politique néerlandais.

## Biographie
Abraham Pompe est un fonctionnaire des impôts de Dordrecht. Avant la Révolution batave, il a plusieurs fois été élu échevin de la commune. Lorsque celle-ci éclate, en janvier 1795, il est contrôleur des exportations et importations au port de Rotterdam. Patriote unitariste, il est élu député de Ridderkerk à la première assemblée nationale de la République batave en janvier 1796. Il consacre une partie de son mandat à la préparation et l'adoption d'une loi transférant le contrôle et la surveillance des digues, canaux et rivières des provinces à l'État unitaire. Il est réélu au cours de l'été 1797. Il ne soutient pas le coup d'État unitariste du 22 janvier 1798 et démissionne de l'assemblée. Le 27 février, il est nommé contrôleur général des digues, routes et des eaux. 
Après le coup d'État du 12 juin 1798, qui chasse les putschistes de janvier, Pompe est désigné pour intégrer l'assemblée provisoire avant les élections générales du 31 juillet, au cours desquelles il a été réélu. Le 17 octobre 1801, une nouvelle constitution est mise en place et Pompe quitte l'assemblée pour rejoindre le conseil de la Guerre. Ce conseil ayant été remplacé par un secrétariat d'État à la Guerre, en la personne de Gerrit Pijman, Abraham Pompe est nommé au conseil des Affaires américaines, organisme qui gère les actifs de l'ancienne Compagnie néerlandaise des Indes occidentales. 
Louis Bonaparte devient roi de Hollande, en juin 1806 ; Pompe est alors nommé en octobre au Corps législatif. Il reste député jusqu'à l'annexion de la Hollande à l'Empire français en juillet 1810. Il devient alors conseiller de l'arrondissement de Dordrecht.
En novembre 1813, il accueille favorablement le retour du prince d'Orange et le départ des Français. Il fait partie du conseil intérimaire de Dordrecht jusqu'en mars 1814. 
Le roi Guillaume Ier le fait chevalier en 1818.